# Cargolet de Boucard
El cargolet de Boucard (Campylorhynchus jocosus) és un ocell de la família dels troglodítids (Troglodytidae).

## Hàbitat i distribució
Habita zones amb matolls i boscos de pins de les muntanyes meridionals de Mèxic, a Guerrero, Morelos, sud de Puebla i centre d'Oaxaca.